# Catena del valore
La catena del valore è un modello che permette di descrivere la struttura di una organizzazione come un insieme limitato di processi. Questo modello è stato teorizzato da Michael Porter nel 1985 nel suo best seller Competitive Advantage: Creating and Sustaining Superior Performance. Secondo questo modello, un'organizzazione è vista come un insieme di 9 processi, di cui 5 primari e 4 di supporto. Il modello scompone un’azienda nelle sue attività strategicamente rilevanti al fine di comprendere l’andamento dei costi (e dove si può intervenire per la loro riduzione) e le fonti esistenti (alla ricerca di potenziali per la differenziazione).

## I processi primari
I processi primari sono quelli che direttamente contribuiscono alla creazione dell'output (prodotti e servizi) di un'organizzazione e sono:
- Logistica in ingresso: comprende tutte quelle attività di gestione dei flussi di beni materiali verso l'interno dell'organizzazione: flussi che alimentano le attività operative
- Attività operative: attività di produzione di beni e/o servizi.
- Logistica in uscita: comprende quelle attività di gestione dei flussi di beni materiali verso l'esterno dell'organizzazione: flussi che portano sul mercato i risultati delle attività operative
- Marketing e vendite: attività di promozione del prodotto o servizio nei mercati e gestione del processo di vendita.
- Assistenza al cliente e servizi: tutte quelle attività post-vendita che sono di supporto al cliente (ad es. l'assistenza tecnica).

## I processi di supporto e approvvigionamento
I processi di supporto sono quelli che non contribuiscono direttamente alla creazione dell'output ma che sono necessari perché quest'ultimo sia prodotto e sono:
- Approvvigionamenti: l'insieme di tutte quelle attività preposte all'acquisto delle risorse necessarie alla produzione dell'output ed al funzionamento dell'organizzazione.
- Gestione delle risorse umane: ricerca, selezione, assunzione, addestramento, formazione, aggiornamento, sviluppo, mobilità, retribuzione, sistemi premianti, negoziazione sindacale e contrattuale, ecc...
- Sviluppo delle tecnologie: tutte quelle attività finalizzate al miglioramento del prodotto e dei processi. Queste attività vengono in genere identificate con il processo R&D (Research and Development).
- Attività infrastrutturali: tutte le altre attività quali pianificazione, contabilità finanziaria, organizzazione, informatica, affari legali, direzione generale, ecc.

## Limiti del modello
Il modello originale di Porter si adatta prevalentemente a grandi organizzazioni che trattano la produzione di beni. Per le Organizzazioni diverse da quella di produzione di beni è tuttavia possibile utilizzare il modello come un valido spunto per l'analisi dei processi. In tal caso occorre provvedere ad un adattamento del modello stesso all'organizzazione oggetto di studio.
Un altro limite, poiché l’analisi condotta attraverso la catena del valore di Porter si concentra molto sui micro-dettagli, è che si rischia di compromettere la visione strategica in ottica più ampia. Risulta molto efficace nel suo scopo principale ovvero quello di valutare le singole attività aziendali per aumentarne l’efficienza, ma, molto meno se l’obiettivo dell’analisi sono i collegamenti tra le stesse.